# Quần đảo Tiwi
Quần đảo Tiwi là một phần của Lãnh thổ Bắc Úc, Úc, cách thủ phủ Darwin 80 km về phía bắc, tại ranh giới biển Arafura và biển Timor. Quần đảo gồm đảo Melville, Đảo Bathurst, và chín đảo không người nhỏ hơn, với tổng diện tích 8.320 kilômét vuông (3.212 dặm vuông Anh).
Có khoảng 3.000 người tại quần đảo, đa số là thổ dân Tiwi, những người đã sống tại đây từ lâu.
Hội đồng Đất Tiwi là một trong bốn hội đồng đất đai tại Lãnh thổ Bắc Úc. Nó là một cơ quan đại diện với quyền hành luật theo Đạo luật quyền đất đai thổ dân (Lãnh thổ Bắc Úc) 1976 và có trách nhiệm theo Đạo luật quyền sở hữu người bản địa 1993 và Đạo luật đất nuôi trồng 1992.

## Địa lý và dân số

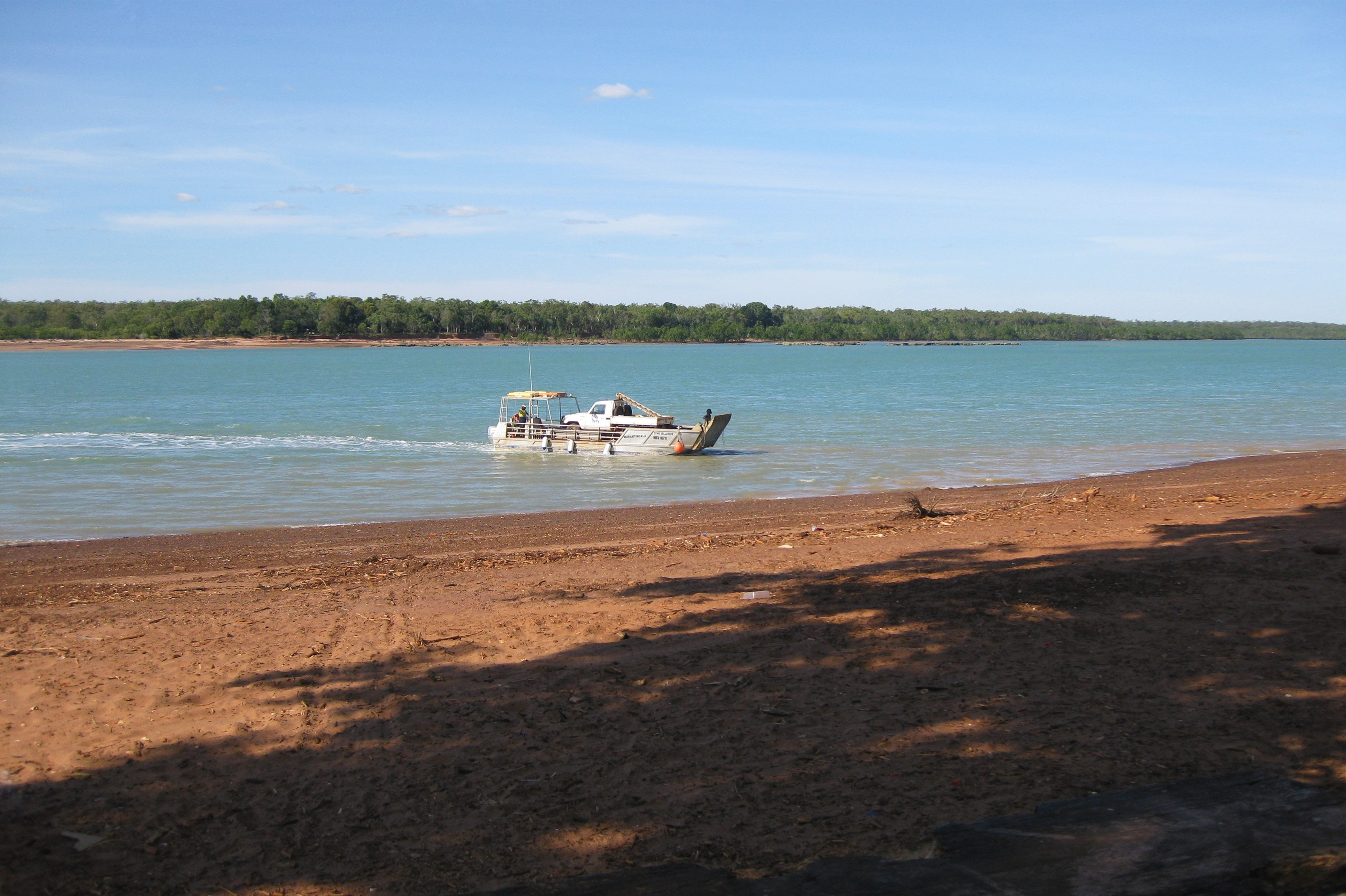
Một chiếc phà đến quần đảo Tiwi, 2011

Quần đảo Tiwi nằm cách nước Úc lục địa 80 km về phía bắc, trong biển Arafura và là một phần của Lãnh thổ Bắc Úc. Quần đảo gồm hai đảo lớn (Melville và Bathurst) và chín đảo hoang nhỏ hơn (Buchanan, Harris, Seagull, Karslake, Irritutu, Clift, Turiturina, Matingalia và Nodlaw). Có thể đến đảo Bathurst bằng đường biển hoặc hàng không. Đảo Melville là đảo lớn thứ nhì của Úc (sau Tasmania).